# Cypholophus latifolius
Cypholophus latifolius är en nässelväxtart som först beskrevs av Carl Ludwig von Blume, och fick sitt nu gällande namn av Hugh Algernon Weddell. Cypholophus latifolius ingår i släktet Cypholophus och familjen nässelväxter. Inga underarter finns listade i Catalogue of Life.